# Terremoto de Cascadia de 1700
El terremoto de Cascadia de 1700 fue un megaterremoto de entre 8,7 a 9,2 en la escala de magnitud de momento, que ocurrió en la zona de subducción de Cascadia, el 26 de enero de 1700. En el terremoto estuvieron implicadas la placa de Juan de Fuca y la placa del Pacífico, desde la isla de Vancouver hasta la costa norte de la Alta California. El tamaño de rotura de la falla se calculó en unos 1000 kilómetros con un deslizamiento de al menos 60 metros.
El posterior tsunami impactó la costa este de Japón.

## Terremoto
El terremoto se originó a las 21:00 del 26 de enero de 1700, aunque no hay registros exactos de la hora e incluso de su ocurrencia. Textos indígenas revelan que ocurrió un gran terremoto, al igual que registros japoneses quienes declaran que murieron grandes cantidades de cedro rojo por la retirada de mar antes del tsunami.

## Amenazas
El registro geológico revela que los "grandes terremotos" (aquellos con magnitud de momento 8 o superior) se producen en la zona de subducción de Cascadia aproximadamente cada 500 años en promedio, a menudo acompañada por tsunamis. Hay evidencia de por lo menos 13 eventos en intervalos de unos 300 a 900 años, con una media de 570-590 años. Terremotos anteriores se estiman que se han producido en el año 1310 a. C, 810 a. C, 400 a. C, 170 a. C y 600 d. C. 
Como se observa en el terremoto de 1700, el terremoto de 2004 en el océano Índico y el terremoto y tsunami de Tohoku de 2011, los terremotos de subducción de la zona pueden provocar tsunamis de gran tamaño, y muchas zonas costeras de la región han elaborado planes de evacuación de tsunami en previsión de un posible futuro terremoto en Cascadia. Sin embargo, las grandes ciudades cercanas, especialmente Seattle, Portland y Vancouver no cuentan con planes de evacuación en caso de tsunamis. Estas ciudades tienen muchas estructuras vulnerables, especialmente los puentes y los edificios de ladrillo sin refuerzo, en consecuencia, la mayor parte del daño a las ciudades probablemente sería desde el propio terremoto. Un experto afirma que los edificios en Seattle son muy débiles para soportar un terremoto de la magnitud del terremoto de 1906 en San Francisco, y mucho menos un terremoto a futuro en la zona de Cascadia.
Hallazgos recientes concluyen que la zona de subducción de Cascadia es más compleja y volátil de lo que se creía. En 2010, los geólogos predijeron con un 37 % de probabilidad, un evento de M8.2 o mayor dentro de 50 años, y del 10 % al 15 % que toda la subducción de Cascadia se romperá con un evento de M9 o mayor en el mismo período de tiempo. Los geólogos han determinado también que el noroeste del Pacífico no está preparado para un terremoto colosal. El tsunami producido podría alcanzar alturas de 80 a 100 pies (24 a 30 m).

## Terremotos similares
- Terremoto de Lima de 1746 9,0
- Terremoto de Arica de 1868 9,0
- Terremoto de Kamchatka de 1952 9,0
- Terremoto de Valdivia de 1960 9,5
- Terremoto de Alaska de 1964 9,2
- Terremoto del océano Índico de 2004 9,3
- Terremoto de Chile de 2010 8,8
- Terremoto y maremoto de Japón de 2011 9,1